# Merocryptus
Merocryptus is een geslacht van kreeftachtigen uit de klasse van de Malacostraca (hogere kreeftachtigen).

## Soorten
- Merocryptus boletifer A. Milne-Edwards & Bouvier, 1894
- Merocryptus boletisculpta Zarenkov, 1994
- Merocryptus lambriformis A. Milne-Edwards, 1873
- Merocryptus obsoletus A. Milne-Edwards & Bouvier, 1898